# Путешествие в Италию
«Путешествие в Италию» (итал. Viaggio in Italia) — кинофильм режиссёра Роберто Росселлини, вышедший на экраны в 1954 году. Лента частично основана на романе Колетт «Дуэт» (Duo). Первоначально фильм был холодно встречен критикой и зрителями; лишь годы спустя он был высоко оценен критиками и режиссёрами французской новой волны и в настоящее время считается одной из вершин в творчестве Росселлини.

## Сюжет
Британская супружеская пара — Алекс и Кэтрин Джойс — приезжают в Италию, чтобы отдохнуть и решить, что делать с доставшейся им по наследству от покойного дядюшки виллой под Неаполем. Здесь, вдали от дома, Кэтрин с особенной остротой начинает чувствовать, насколько они с Алексом чужие друг другу люди. Он, однако, остаётся совершенно равнодушным к её беспокойству. Когда Кэтрин с грустью и сожалением вспоминает о своём близком друге — рано умершем поэте, Алекс предлагает расстаться и приятно провести время по отдельности. Он отправляется на Капри, где оказывается в компании отдыхающих здесь англичан. Она же посещает музеи и достопримечательности Неаполя, Помпеи и Везувий, сталкиваясь повсюду с напоминаниями о бренности бытия…

## В ролях
- Ингрид Бергман — Кэтрин Джойс
- Джордж Сандерс — Алекс Джойс
- Мария Мобан — Мари
- Анна Проклемер — проститутка
- Пауль Мюллер — Поль Дюпон
- Антони ла Пенья — Тони Бёртон
- Наталья Рэй — Натали Бёртон
- Джеки Фрост — Бетти